# 模范真理徽章
模范真理徽章是印度尼西亚共和国政府授予为捍卫民族和国家主权做出巨大贡献的人士的荣誉标志。该项荣誉可以多次授予。该荣誉标志于1958年设立。